# Toranj (Velike)
Toranj falu Horvátországban, Pozsega-Szlavónia megyében. Közigazgatásilag Velikéhez tartozik.

## Fekvése
Pozsegától légvonalban 11, közúton 12 km-re északnyugatra, községközpontjától légvonalban 7, közúton 11 km-re délnyugatra, a Papuk-hegység déli lejtői alatt, a Pozsegai-medencében, Velikeolaszi és Krivaj között fekszik.

## Története
Josip Buturac szerint a mai Toranj helyén már a középkorban is település állt, melyről azonban írásos forrás nem maradt fenn. 1702-ben feljegyzik, hogy középkori templomának és udvarházának romjai még látszottak. A templomból a torony különösen jó állapotban volt még, valószínűleg erről kapta mai nevét a település is. Mindent összevetve Buturac azt a következtetést vonta le, hogy a Toranj helyén állt középkori település Pribinjével volt azonos. Pribinje neve 1251-ben Opos ispán feleségének Erzsébetnek a birtokai között fordul elő először. Plébániáját 1332 és 1335 között említi a pápai tizedjegyzék. 1443-ban Pozsega várának, 1488-ban Velike tartozékai között említik.
A térséget 1532-ben szállta meg a török. A horvát katolikus lakosság áttért az iszlám hitre. A török uralom megszűntével a muzulmán lakosság Boszniába távozott, majd helyükre Boszniából érkezett katolikus horvátok települtek ide. 1698-ban „Toran” néven 6 portával szerepel a török uralom alól felszabadított szlavóniai települések összeírásában.
 Az első katonai felmérés térképén „Dorf Thoran” néven látható.
Lipszky János 1808-ban Budán kiadott repertóriumában „Thoran” néven szerepel. Nagy Lajos 1829-ben kiadott művében „Thoran” néven 16 házzal és 133 katolikus vallású lakossal találjuk. 1857-ben 93, 1910-ben 190 lakosa volt. 1910-ben a népszámlálás adatai lakosságának 84%-a horvát, 5%-a német, 4%-a szerb, 3%-a magyar anyanyelvű volt. Pozsega vármegye Pozsegai járásának része volt. Az első világháború után 1918-ban az új szerb-horvát-szlovén állam, majd később (1929-ben) Jugoszlávia része lett. 1991-ben lakosságának 93%-a horvát, 6%-a szerb nemzetiségű volt. 2001-ben 173 lakosa volt.

## Lakossága
| Lakosság változása | Lakosság változása | Lakosság változása | Lakosság változása | Lakosság változása | Lakosság változása | Lakosság változása | Lakosság változása | Lakosság változása | Lakosság változása | Lakosság változása | Lakosság változása | Lakosság változása | Lakosság változása | Lakosság változása | Lakosság változása |
| ------------------ | ------------------ | ------------------ | ------------------ | ------------------ | ------------------ | ------------------ | ------------------ | ------------------ | ------------------ | ------------------ | ------------------ | ------------------ | ------------------ | ------------------ | ------------------ |
| 1857               | 1869               | 1880               | 1890               | 1900               | 1910               | 1921               | 1931               | 1948               | 1953               | 1961               | 1971               | 1981               | 1991               | 2001               | 2011               |
| 93                 | 104                | 106                | 146                | 194                | 190                | 232                | 269                | 289                | 287                | 301                | 248                | 198                | 197                | 181                | 173                |